# Helmut Drexler (Mediziner)

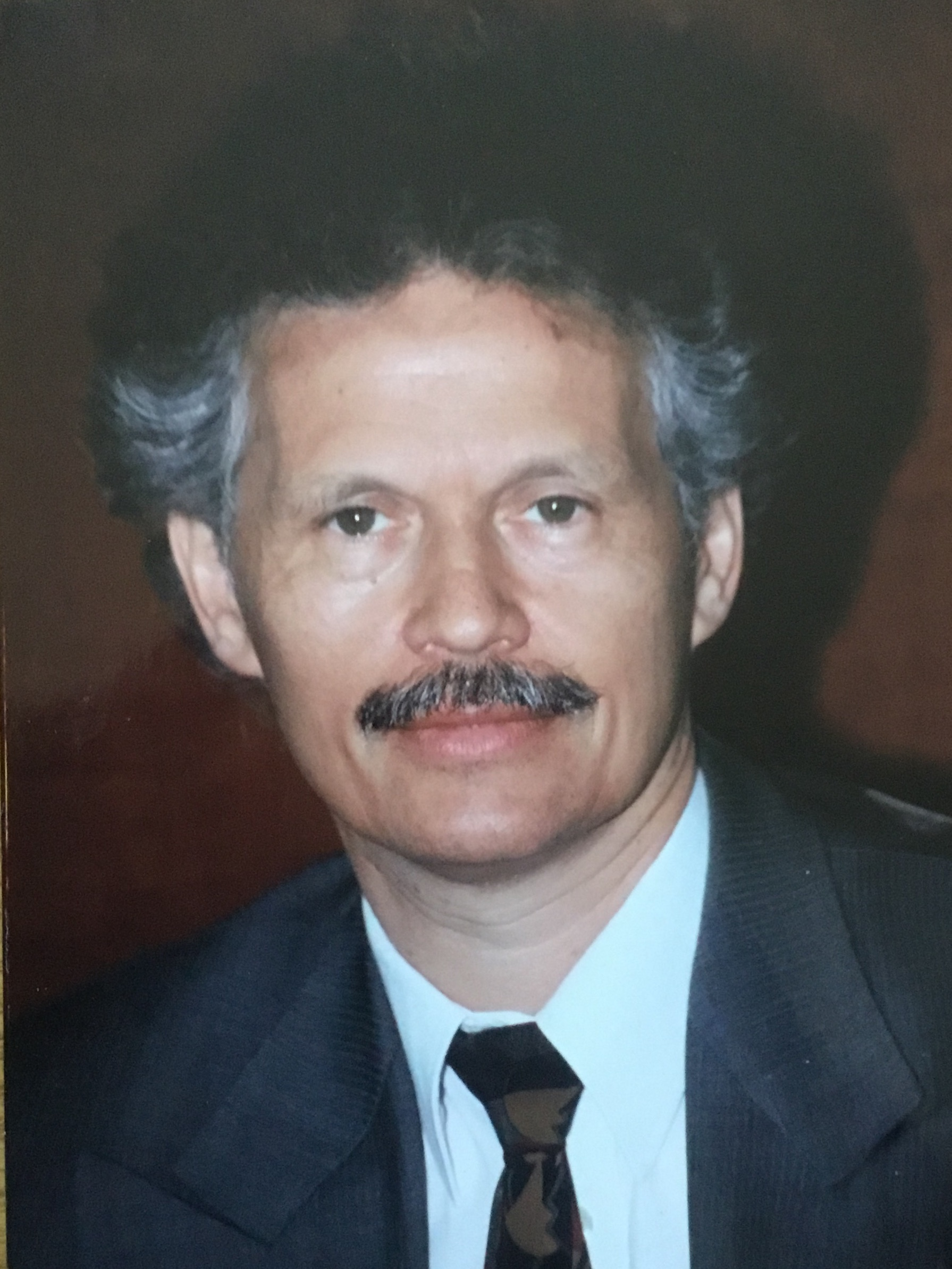
Helmut Drexler

Helmut Drexler (geboren am 24. Februar 1951 in Karlsruhe; gestorben am 13. September 2009 in Hannover) war ein deutscher Mediziner und Wissenschaftler. Er war seit 1996 Direktor und Lehrstuhlinhaber der Klinik für Kardiologie und Angiologie an der Medizinischen Hochschule Hannover (MHH). Als Clinician Scientist (forschender und lehrender Arzt) hat er die translationale Integration molekularer Methoden in die klinische Kardiologie maßgeblich beeinflusst.

## Leben
Drexler studierte an der Universität Freiburg von 1970 bis 1976 Humanmedizin. Nach der Promotion begann er 1977 die Assistenzarztausbildung am Institut für Pathologie (Walter Sandritter) und in der Folge 1978 an der Medizinischen Klinik III für Kardiologie und Angiologie der Universität Freiburg (Hanjörg Just).
Ein Post-Doc-Stipendium der Deutschen Forschungsgemeinschaft (DFG) führte ihn 1981–83 an die Penn State University/USA (Robert Zelis). 1986 habilitierte er sich an der Universität Freiburg für das Fach Innere Medizin. Im Rahmen eines Heisenberg-Stipendiums der DFG war Drexler 1991/92 in Forschung und Klinik als Gastprofessor an der Stanford-Universität in Palo Alto/USA (Victor Dzau) tätig.

## Wissenschaft
Sein Hauptforschungsgebiet waren die Mechanismen der Herzinsuffizienz und koronaren Herzkrankheit. In diesem Zusammenhang hat er sich viele Jahre mit der Pathophysiologie des Renin-Angiotensin-Systems und der Endothelfunktion beschäftigt. Er führte zusammen mit seinem Team grundlegende Studien zur molekularen Klärung der Postpartum-Kardiomyopathie, publiziert in Cell, und die erste randomisierte multizentrische Studie (BOOST-Trial) zur Bedeutung der intrakoronaren Stammzelltherapie bei Patienten mit akutem Myokardinfarkt durch. Er fungierte als Principal Investigator und nationaler Koordinator zahlreicher internationaler multizentrischer randomisierter Studien im Bereich Kardiologie (u. a. ACE-Hemmer, ATII-Blocker).

## Beiträge
Neben zahlreichen eigenen Veröffentlichungen in nationalen und internationalen Fachzeitschriften sowie Buchbeiträgen war Drexler Gutachter und Mitglied verschiedener Editorial-Boards (u. a. European Heart Journal, Circulation, Circulation Research, American College of Cardiology). Kurz vor seinem Tod wurde er zum europäischen Editor von Circulation ernannt.
Helmut Drexler hatte die Funktion des Sprechers der Klinischen Forschergruppe der Deutschen Forschungsgemeinschaft (DFG) zum Thema „Kontrollmechanismen kardialer Adaptation und Regeneration“ inne, war der europäische Koordinator der transatlantischen LEDUQC-Stiftung und Gründer des Exzellenzclusters REBIRTH des integrierten Wissenschafts- und Behandlungszentrum Transplantation an der Medizinischen Hochschule Hannover.

## Privat
Helmut Drexler war verheiratet und Vater einer Tochter.